# Hansewerk
Die Hansewerk AG (Eigene Schreibweise: HanseWerk) ist ein Energiedienstleister mit den Schwerpunkten auf Netzbetrieb und dezentraler Energieerzeugung mit Sitz in Quickborn, der sich im mehrheitlichen Besitz von E.ON befindet. Das Unternehmen betreibt selbst oder über seine Tochtergesellschaften rund 51.000 Kilometer Strom- und 21.000 Kilometer Gasleitungen in vielen Kommunen in Norddeutschland. Über die Energienetze der Unternehmensgruppe werden direkt oder indirekt über 3 Millionen Menschen in den Bundesländern Schleswig-Holstein, Hamburg, Mecklenburg-Vorpommern, Brandenburg und Niedersachsen mit Strom, Erdgas oder Wärme versorgt. Über ihre Tochtergesellschaft Hansewerk Natur betreibt sie etwa 850 Heizanlagen, Blockheizkraftwerke sowie Erdgasspeicher.

## Geschichte

### 2003–2014: Entwicklung als E.ON Hanse AG

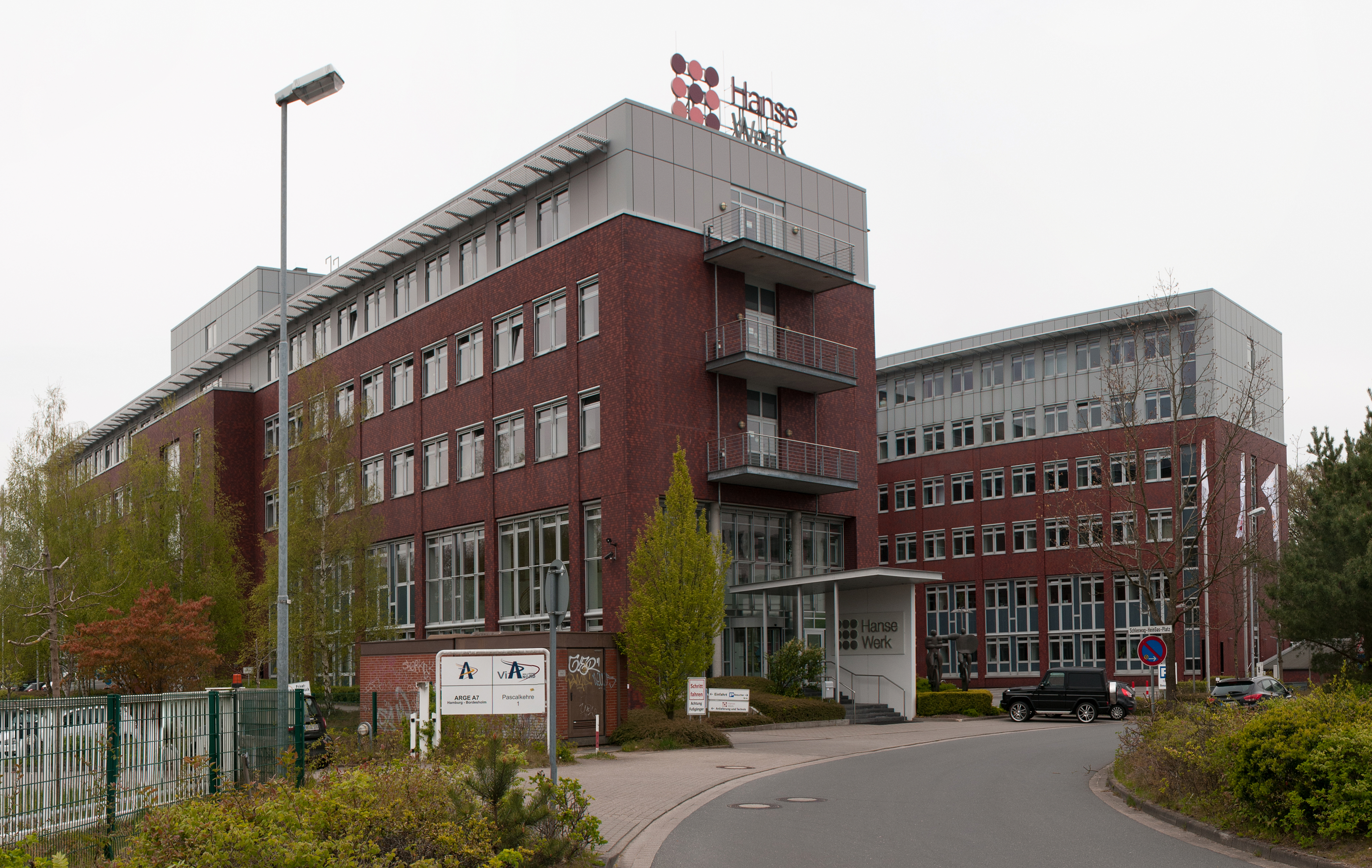
Zentrale von Hansewerk in Quickborn, 2017

Am 1. September 2003 wurde die E.ON Hanse AG als neues Unternehmen durch Fusion der Schleswag, der Hamburger Gaswerke (umgangssprachlich HeinGas) und der HanseGas gebildet. Mit diesem Schritt fasste der Mutterkonzern E.ON seine drei norddeutschen Tochtergesellschaften zusammen; als Firmensitz wurde Quickborn gewählt.
2010 kündigte der Mutterkonzept E.ON AG aufgrund der erwarteten finanziellen Belastungen aus dem Energiekonzept der Bundesregierung einen Strategiewechsel an. Dabei machte der damalige E.ON-Vorstandsvorsitzende Johannes Teyssen deutlich, dass Norddeutschland mit der E.ON Hanse eine wichtige Rolle spiele, um die unternehmerischen Chancen der Energiewende zu nutzen, etwa im Hinblick auf die Bedeutung der Region als Windkraftstandort.
Zum 1. Januar 2010 wurde die Schleswig-Holstein Netz AG gegründet, nachdem vermehrt Kommunen das Interesse gezeigt hatten, sich am Netzbetrieb zu beteiligen. Die Schleswig-Holstein Netz, an der sich binnen zwei Jahren über 200 Kommunen aus Schleswig-Holstein beteiligten, übernahm die Strom- und Gasnetze von der E.ON Hanse. Zugleich fungiert die E.ON Hanse bzw. nachfolgend Hansewerk als Mehrheitseigner von Schleswig-Holstein Netz.
Das Netz in Hamburg betrieb E.ON Hanse über viele Jahre über die Tochtergesellschaft Hamburg Netz GmbH. Im November 2011 wurden Verträge zwischen der E.ON Hanse und der Hamburger Gesellschaft für Vermögens- und Beteiligungsmanagement (HGV) geschlossen, wonach die HGV mit Wirkung zum Juli 2012 25,1 % an den Netzen erwarb. Zugleich wurde es zu einem politischen Thema, ob die Hamburger Energienetze zurückgekauft werden sollten. Die Initiative „Unser Hamburg – unser Netz“ forderte seit 2010 den vollständigen Rückkauf der Energieversorgungsnetze in der Hansestadt, und gewann am 22. September 2013 einen Volksentscheid knapp mit 50,9 % Zustimmung, was einen Vorsprung von nur 15.000 Stimmen bedeutete. Danach folgte ein längeres Verfahren, in dem unter anderem rechtliche Fragen des Rückkaufes geklärt werden mussten. Anfang 2018 wurde die Hamburg Netz GmbH in Gasnetz Hamburg umbenannt, weil sie mit Jahresbeginn wieder komplett in den städtischen Besitz überging.

### 2014: Umstrukturierung und Neufirmierung als Hansewerk AG
Am 1. Oktober 2014 erfolgte eine Umstrukturierung des Unternehmens mit Neufirmierung als HanseWerk AG. Der Weiterentwicklung der Unternehmensgruppe sowie der Umbenennung war eine Stärkung des kommunalen Einflusses vorausgegangen; so halten die schleswig-holsteinischen Kreise seitdem deutlich größere Anteile an dem Unternehmen. Mehrheitlich gehört Hansewerk aber weiterhin zum E.ON-Unternehmensverbund. Mit der Maßnahme entsprach Hansewerk auch staatlichen Vorgaben zur Trennung von Netzen und Energievertrieb. Für Strom- und Gaskunden änderte sich durch die Umbenennung des Unternehmens in Hansewerk nichts, da dieses Geschäftsfeld ebenfalls im Zuge der Umstrukturierung an die E.ON Vertrieb abgegeben wurde. Im selben Jahr übernahm Hansewerk auch die 110-kV-Hochspannungsleitungen in Schleswig-Holstein.

### Seit 2014: Jüngere Entwicklungen
Hansewerk übertrug 2017 die von ihr betriebenen Gasnetze in Mecklenburg-Vorpommern und Brandenburg auf ihre neu gegründete Tochtergesellschaft HanseGas GmbH.
Hansewerk kaufte die von Schleswig-Holstein Netz betriebenen Gasnetze in den Landkreisen Stade und Harburg; für deren Verwaltung wurde im Juli 2019 die neue Tochtergesellschaft ElbEnergie gegründet. Als Standort der Elbenergie wurde Hittfeld gewählt.
Im Mai 2022 wurde mit 1,2 Milliarden Euro das größte Investitionspaket der Unternehmensgeschichte beschlossen, um die Netze zu modernisieren und zu digitalisieren. Zugleich soll die Abhängigkeit von russischen Energielieferungen beendet werden. Seit 2025 richtet das Unternehmen insgesamt rund 500 neue Stellen ein, vor allem an den Technikstandorten in Schleswig-Holstein, um die Investitionen durchzuführen.
Zum September 2024 wechselte Matthias Boxberger, der seit 2013 Vorstandsvorsitzender von Hansewerk war, zum E.ON-Schwesterunternehmen Avacon. Sein Nachfolger bei Hansewerk wurde der bisherige Finanzvorstand Christian Fenger.

## Unternehmensstruktur

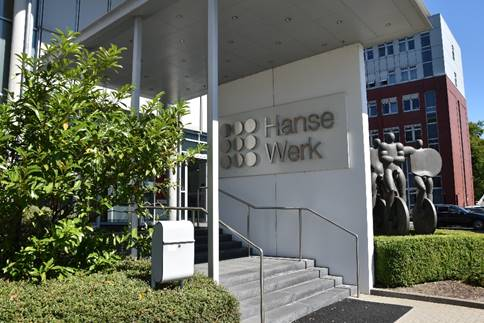
Logo von Hansewerk an der Zentrale in Quickborn

Der Vorstand von Hansewerk besteht aus Christian Fenger (Vorstandsvorsitzender und Vorstand Finanzen), Benjamin Merkt (Vorstand Technik) und Stephanie Ladwig (Vorstand Personal). Der Aufsichtsrat besteht aus 20 Mitgliedern, darunter etwa der Manager Marten Bunnemann, mehrere Gewerkschafter und Landräte. Vorsitzender des Aufsichtsrates ist Harald Heß.
Die E.ON SE hält 66,53 % der Anteile an Hansewerk. Daneben sind als kommunale Anteilseigner mit zusammen 33,47 % die Landkreise Dithmarschen, Hzgt. Lauenburg, Nordfriesland, Ostholstein, Pinneberg, Plön, Rendsburg-Eckernförde, Schleswig-Flensburg, Segeberg, Steinburg und Stormarn beteiligt. Die kommunale Partnerschaft der Hansewerk mit Landkreisen (bzw. bei der Tochtergesellschaft Schleswig-Holstein Netz mit Gemeinden) als Anteilseignern beeinflusst auch die Arbeit des Unternehmens.
Die Hansewerk AG unterhält Stand 2024 verschiedene Tochterunternehmen, die sich jeweils auf verschiedene Geschäftsbereiche konzentrieren. Vollständige Tochterunternehmen sind Hansegas, Hansewerk Natur, HAW 1. Beteiligungsgesellschaft mbH, Infrastrukturgesellschaft Nord GmbH, Nord-direkt GmbH und Service Plus GmbH. Außerdem hält Hansewerk diverse Mehrheits- und Minderheitsbeteiligungen, unter anderem an der Schleswig-Holstein Netz AG (85,34 %), an den Versorgungsbetrieben Helgoland GmbH (50 %), an der Gesellschaft für Energie und Klimaschutz GmbH (33,33 %) und an der E.ON Grid Solutions GmbH (13,82 %).

## Dienstleistungen
Insgesamt beziehen mehr als drei Millionen Menschen in Norddeutschland direkt oder indirekt Strom, Gas oder Wärme über die von Hansewerk und ihren Tochterfirmen betriebenen Netze. Kunden der Hansewerk sind Privathaushalte, Unternehmen und Kommunen. Dabei betreibt Hansewerk Energienetze, ist aber auch in der dezentralen Energieerzeugung aus Blockheizkräften und Wärmepumpen tätig.

## Planungen zur Energiewende
Im Zuge der Energiewende nutzt Hansewerk unterschiedliche Heizformen wie Pellets, Biogas oder Wärmepumpen, die bis zu 100 % CO2-Einsparung ermöglichen. 2024 betrieb Hansewerk rund 200 Blockheizkraftwerke auf Basis von Abwärme und Erneuerbaren Energien (über 40 %) sowie Erdgas (rund 56 %).
Für den Zeitraum von 2014 bis 2016 setzte Hansewerk ein Investitionsprogramm von 500 Millionen Euro im norddeutschen Raum um, unter anderem zur weiteren Umsetzung der Energiewende. Dabei wurden vor allem die Energienetze ausgebaut, um den großen Bedarf an erneuerbaren Energien zu decken und die Netzstabilität auch zukünftig zu gewährleisten. Beispiele für Projekte dieser Zeit waren der Neubau bzw. die Verstärkung von drei 110.000-Volt-Leitungstrassen sowie der Neubau bzw. die Erweiterung von 80 Umspannwerken. 2015 waren 90 % der in Schleswig-Holstein installierten Leistung aus regenerativen Stromquellen an die Netze von Hansewerk angeschlossen.
Hansewerk führt mehrere Forschungsprojekte für die Energiewende durch. Auf Pellworm betrieb Hansewerk von 2012 bis 2018 als Projekt ein intelligentes Stromnetz, in dem EEG-Erzeugung, Stromspeicherung und -verbrauch aufeinander abgestimmt wurden. 2015 wurde in Hamburg die zu diesem Zeitpunkt leistungsfähigste Power-to-Gas-Anlage Deutschlands in Betrieb genommen, mit der Windstrom in Gas umgewandelt und ins Erdgasnetz eingespeist wird.
Für den Ausbau der erneuerbaren Energien sollen Anlagen gebaut, Stromnetze erweitert sowie eine bessere Vor-Ort-Verwertung des in der Region erzeugten Grünstroms gefördert werden. 2021 teilte Hansewerk mit, bis zum Jahr 2035 die installierte Leistung der Erneuerbaren an Land von rund 9000 Megawatt auf 19000 Megawatt verdoppeln zu wollen.
2015 hatte Hansewerk begonnen, zunächst in einem Pilotprojekt, Ladepunkte für Elektromobilität zu errichten. Bis 2024 baute Hansewerk rund 600 Ladepunkte.
2020 kündigte das Unternehmen an, bis 2030 klimaneutral werden zu wollen. Der Kohlendioxid-Ausstoß soll schrittweise verringert werden. Der Energieverbrauch soll gesenkt und an allen Standorten sowie Liegenschaften sollen Heizungen, Fenster und Beleuchtung modernisiert werden. Der Energiebedarf wird künftig durch Photovoltaikanlagen gedeckt, und der Fuhrpark soll auf E-Fahrzeuge umgestellt werden.

## Veranstaltungen und Sponsoring
Hansewerk unterstützt den SH Netz Cup, einen jährlichen Ruderwettbewerb in Rendsburg. Weiterhin werden die Hamburger Obdachlosenzeitung Hinz&Kunzt und das Schleswig-Holstein Musik Festival gesponsert.